# ایتن هیتر
ایتن هیتر (انگلیسی: Ethan Hayter؛ زادهٔ ۱۸ سپتامبر ۱۹۹۸) دوچرخه‌سوار اهل بریتانیا است.
از باشگاه‌هایی که در آن بازی کرده‌است می‌توان به تیم اسکای اشاره کرد.
وی در مسابقات کشوری و بین‌المللی در مجموع برندهٔ ۲ مدال طلا، ۳ مدال نقره، ۵ مدال برنز شده‌است.